# Marco Emilio Scauro (pretore 56 a.C.)
Marco Emilio Scauro (95 a.C. circa – forse dopo il 52 a.C.) è stato un generale romano.

## Biografia

### Origini familiari e matrimoni
Marco era figlio di Marco Emilio Scauro, console dell'anno 115 a.C., e di Cecilia Metella Dalmatica. Nell'89 a.C. Marco perse suo padre quando era ancora un bambino, nonostante ciò la sua formazione fu assicurata da diversi amici di famiglia. Gneo Pompeo fu per un breve tempo sposato con la sorella di Marco, Emilia Scaura e, anche dopo la sua morte prematura nell'82 a.C., Pompeo continuò a prendersi cura del giovane Scauro.
Marco Emilio Scauro sposò Mucia Terzia, precedentemente moglie di Pompeo dopo la morte di Emilia; dal matrimonio nacque un figlio anch'egli chiamato Marco Emilio Scauro, che fu padre dell'oratore Mamerco.

### Carriera politico-militare
Durante la terza guerra mitridatica, Pompeo propose a Scauro di diventare il suo tribuno militare, questi accettò. Intanto in Giudea era in corso una violentissima guerra tra i due fratelli Ircano II e Aristobulo II, che si contendevano il potere del piccolo regno. Aristobulo, assediato dal re nabateo Areta III, chiese l'aiuto di Pompeo attraverso Scauro, in cambio di ciò fornì un cospicuo tributo. Dopo che Scauro sconfisse Areta (64 a.C.), Aristobulo accusò il romano di aver estorto 1.000 talenti, ma Pompeo, che si fidava del tribuno decise di non credere ad Aristobulo che fu catturato, e il potere della Giudea fu dato all'avversario Ircano (63 a.C.). Marco fu nominato primo governatore della Siria dal 63 al 61 a.C., dove era al comando di due legioni. Nel 62 a.C. mentre Pompeo tornava a Roma insieme al prigioniero Aristobulo, Scauro assediò Petra, capitale del regno dei Nabatei, ma l'assedio fu presto abbandonato visto che i Nabatei pagarono un tributo di 300 talenti. Scauro si macchiò di massacri durante il suo governo in Oriente, questi sono infatti menzionati nel rotoli del mar Morto (4Q333).
Nel 58 a.C. come edile diede giochi sontuosi, lungamente ricordati per la loro stravaganza, inoltre Marco fece costruire il theatrum Scauri, un edificio provvisorio in legno con colonne in marmo, descritto da Plinio il Vecchio.
Scauro fu probabilmente il costruttore della "scorciatoia" che dopo secoli riuscì a collegare Pisa e Lucca a Luni (Sarzana) su un percorso pedemontano che da Lucca andava verso il Campus Major (Camaiore) proseguendo poi verso Pietrasanta, Seravezza/Strettoia, Castello Aghinolfi (in Montignoso, a quel tempo torre di segnalazione romana, potenziata successivamente dai Longobardi di Teodolinda), poi verso Massa (Tabernae Frigidae), poi Carrara ed infine Luni. È praticamente il percorso della parte nord dell'attuale Via Sarzanese (strada statale 439) e dei percorsi interni che da Pietrasanta portano a Strettoia, Montignoso, Massa, Carrara, Sarzana. La "scorciatoia" si era ormai resa necessaria ed improcrastinabile per le esigenze di Gaio Giulio Cesare di accelerare la conquista della Gallia nel 56 a.C. Talora questo tratto/scorciatoia, a causa del nome del costruttore, viene confuso con la più imponente Via Emilia Scauri costruita dal padre per collegare Luni a Vada Sabatia (Vado Ligure), passando per Derthona (Tortona) ed aggirando l'Appennino del Levante Ligure.
Pretore nel 56 a.C., l'anno successivo fu governatore (propretore) della provincia romana di Sardinia et Corsica. Nel 54 a.C. il primo triumvirato appoggiò la sua candidatura alla carica di console, ma fu accusato dagli abitanti di assassinio e malversazione, fu quindi processato. L'accusa fu sostenuta da Publio Valerio Triario, mentre la difesa fu affidata a Marco Tullio Cicerone e a Quinto Ortensio Ortalo. Il tribunale era presieduto da Marco Porcio Catone, pretore in quell'anno. Grazie soprattutto all'orazione Pro M. Scauro pronunciata da Cicerone (che ci è pervenuta incompleta), fu assolto nonostante l'evidente colpevolezza. In seguito a queste vicende giudiziarie, Scauro si ritrovò coinvolto in un grande scandalo elettorale, che coinvolgeva tutti i candidati al consolato di quell'anno: Memmio, Domizio Calvino, Scauro stesso e Messalla: avevano tentato di corrompere i consoli Appio Clodio e Domizio Enobarbo, affinché indirizzassero i voti per loro, ma Memmio denunciò il fatto in Senato, e si esiliò ad Atene. I consoli vincenti risultarono Domizio Calvino e Messalla, ma riuscirono a prendere il potere solamente nel luglio dell'anno successivo.
Nel 53 a.C. Scauro si presentò nuovamente come candidato al consolato per l'anno successivo, ma fu ancora accusato, durante la campagna elettorale, da Triario per corruzione nell'ambito delle elezioni dell'anno precedente; fu questa volta condannato e costretto all'esilio nel 52 a.C.
Plinio il Vecchio dice di Marco Emilio Scauro che fu il primo collezionista romano - o il più grande collezionista - di gemme incise.

## Nella letteratura moderna
Marco Emilio Scauro è il personaggio principale del romanzo fantasy di Harry Turtledove La legione perduta, uscito nel 1987 in quattro libri.